# Fjällmörkia
Fjällmörkia (Moerckia blyttii) är en bladmossart som först beskrevs av Moerck och Jens Wilken Hornemann, och fick sitt nu gällande namn av Brockm.. Enligt Catalogue of Life ingår Fjällmörkia i släktet mörkior och familjen Moerckiaceae, men enligt Dyntaxa är tillhörigheten istället släktet mörkior och familjen Pallaviciniaceae. Enligt den finländska rödlistan är arten sårbar i Finland. Arten är reproducerande i Sverige. Artens livsmiljö är våtmarker i fjällen (myrar, stränder, snölegor). Inga underarter finns listade i Catalogue of Life.